# Списак астероида (2000—2499)
Овдје је наведен списак астероида под редним бројевима од 2000—2499. Имена су дата у облику на који се наилази у страној стручној литератури. Одговарајуће транскрипције имена на српски језик се налазе (или ће се налазити) у чланцима о специфичним астероидима.

## Списак астероида (2000—2499)
|  |  | - , назван по Војиславу Мичковићу, члану САНУ и директору београдске опсерваторије |